# Alla älskade Alice
Alla älskade Alice är en svensk TV-film från 1989 i regi av Kurt-Olof Sundström. I rollerna ses Pontus Gustafsson, Cecilia Walton och Gun Jönsson.

## Rollista
- Pontus Gustafsson	– Hasse
- Cecilia Walton – Kickan
- Gun Jönsson – Siv/Alice
- Thorsten Flinck – Kent
- Maria Weisby – Pia Bengtsson/Siv
- Steve Kratz – Andreas Löfberg/Bo
- Axel Düberg – Lalle Stendahl/professor Kopowsky
- Barbro Oborg – Cilla Hedberg/Bogdana Kopowsky
- Maria Hansson-Bandobranski – Margareta Sturesson/doktor Kyszakiewicz
- Claire Wikholm – Sylvia Svensson/Kerstin Toresson

## Om filmen
Filmen producerades av Ally Wanngård för Sveriges Television. Manus skrevs av Kurt-Olof Sundström, musiken av Leo Nilson och filmen fotades av Leif Benjour. Den sändes första gången den 2 oktober 1989 och är 89 minuter lång.